# Un océan de saveurs
Un Océan de Saveurs, est une entreprise gaspésienne spécialisée dans la cueillette et la transformation d’algues. Fondée en 2011 par Antoine Nicolas, Un Océan de Saveurs offre plus d’une dizaine de variété d’algues fraîches et séchées aux particuliers et aux restaurateurs.

## Historique
Breton d’origine, Antoine Nicolas s’orientait vers une carrière en aquaculture. À son arrivée à Grande-Rivière en 2011 dans le cadre d’un complément de formation et d’un stage technique à l’École des pêches et de l’aquaculture du Québec, il a réalisé que la région regorgeait d’une ressource sous-exploitée: les algues. Il a donc entreprit de lancer Un Océan de Saveurs, une entreprise spécialisée dans la cueillette et la distribution d’algues fraîches. Depuis l’entreprise s’est diversifiée et offre aussi une variété d’algues séchées, entières et en flocons.
Biologiste de formation, Antoine Nicolas détient une maîtrise en sciences et technologies des aliments avec une spécialité dans la qualité, l’aquaculture et la transformation alimentaire des produits de la mer de l’Université du Littoral-Côte-d’Opale en France. Il est aussi membre de l’Ordre des agronomes du Québec depuis 2016.

## Produits[6]
Toutes les algues sont cueillies à la main en Gaspésie près du Parc Forillon  tout au long de l’année:
- Mélange des Saveurs de Forillon (Kombu Royal, Wakamé, Dulse)
- Nori d’Atlantique
- Bacon de Mer (Dulse)
- Nori Verte (AO Nori)
- Kombu Royal (Lasagne de Mer)
- Varech (Fucus)
- Laitue de Mer
- Kombu ou Laminaire Digitée
- Goémon Noir
- Wakamé d’Atlantique
- Chocolat aux algues

## Certifications
- Fourchette Bleue[9]
- Biologiques et Éco Responsables (ECOCERT)